# Toñín Casillas
Toñín Casillas, né le 8 août 1935, à Humacao, à Porto Rico, est un ancien joueur portoricain de basket-ball.

## Palmarès
- Finaliste des Jeux panaméricains de 1959
- Champion d'Espagne 1958